# Premium Records
Premium Records foi uma gravadora americana estabelecida em Chicago em 1950 por Lee Egalnick, que anteriormente havia dirigido a Miracle Records. Lew Simpkins, que também havia trabalhado na Miracle, juntou-se à Premium logo depois.
Seus artistas incluíam Memphis Slim, Miff Mole, Eddie Chamblee, Lynn Hope, Sarah McLawler, Terry Timmons, Jesse Cryor, e Tab Smith. O selo encerrou suas atividades em meados de 1951. Simpkins passou a formar a United Records, e as gravações originais da Premium foram compradas pela Chess Records.